# Tituba Corona
Tituba Corona est une corona, formation géologique en forme de couronne, située sur la planète Vénus par 42,4° N et 214,7° E. Elle est localisée dans le quadrangle de Bellona Fossae. Elle a été nommée en référence à Tituba, infirmière qui commença la chasse aux sorcières à Salem (c 1692), antérieurement nommée Tituba Patera. 

## Géographie et géologie
Tituba Corona couvre une surface circulaire d'environ 163 km de diamètre. 